# Desidae
Desidae Pocock, 1895 è una famiglia di ragni appartenente all'infraordine Araneomorphae.

## Etimologia
Il nome deriva probabilmente dal greco δέσις, dèsis, cioè legatura, legamento, intreccio, per l'intricatezza della ragnatela utile nel catturare le prede, e dal suffisso -idae che indica l'appartenenza ad una famiglia.

## Caratteristiche
Sono anche detti ragni intertidali in quanto il loro habitat principale è quello delle zone di marea. Una recente rivalutazione tassonomica della famiglia ha permesso di inserirvi anche generi più terricoli. Specie del genere Paratheuma vivono comunemente in gusci di crostacei e di cirripedi che sigillano con la tela, in modo da avere una riserva di aria quando la marea avanza. Prediligono vari piccoli artropodi che vivono in questo particolare ambiente.

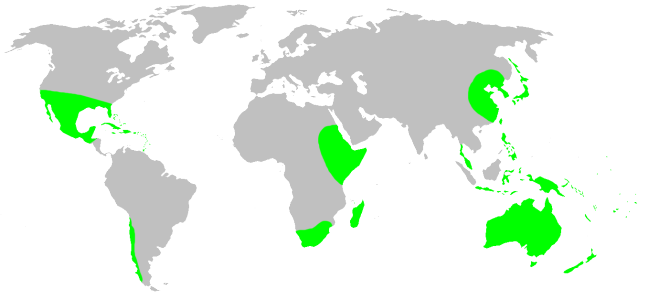
Desidae - distribuzione

## Descrizione e comportamento
La maggior parte delle specie ha l'opistosoma ovoidale di colore scuro e di grandezza non supera i due millimetri. Sono tutti ragni muniti di cribellum e producono una seta molto sottile, di colore blu scuro, e di consistenza lanosa; questi ragni infatti hanno sulle zampe, all'altezza del metatarso, una sorta di pettine, detto calamistro, con il quale pettinano la seta dandole la consistenza lanosa. L'insetto che vi si poggia sopra con i ganci terminali delle sue zampe, viene immediatamente irritato e fa movimenti per liberarsene; e la seta continua a tendersi impedendogli sempre più i movimenti. Quando l'insetto è debilitato per la lotta impari, il ragno lo preda e lo uccide.

## Distribuzione
Una volta li si riteneva limitati come diffusione al solo emisfero meridionale, poi nella seconda metà del secolo scorso sono stati scoperti esemplari nelle Florida Keys e nella Sonora settentrionale. La distribuzione effettiva riguarda tutti i continenti, eccetto l'Europa, pur avendo diffusione zonale: Asia orientale, Asia sudorientale, Asia meridionale, Australia, Africa orientale, Africa meridionale, America centrale, Stati Uniti meridionali e Cile.

## Tassonomia

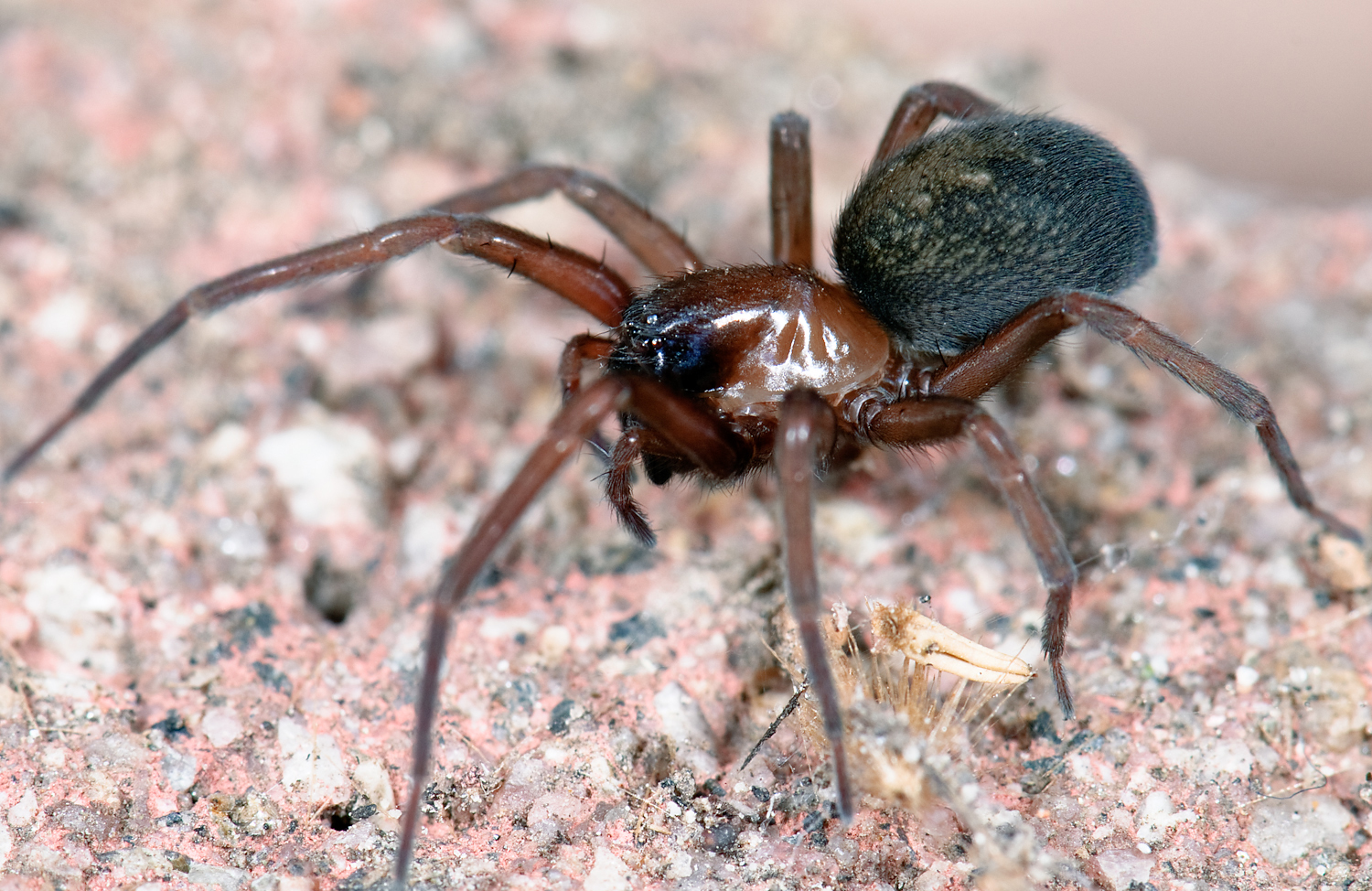
Metaltella simoni

A seguito di uno studio dell'aracnologo Wheeler et al., 2017 tutti i generi delle famiglie Amaurobiidae e Amphinectidae sono stati ridenominati ad altre famiglie di appartenenza; gran parte di questi generi è stata accreditata alle Desidae.
Attualmente, a novembre 2020, si compone di 60 generi e 296 specie:
1. Akatorea Forster & Wilton, 1973[2] — Nuova Zelanda
2. Amphinecta Simon, 1898[2] — Nuova Zelanda
3. Austmusia Gray, 1983[2] — Australia
4. Badumna Thorell, 1890 - Australasia, USA, Paraguay
5. Baiami Lehtinen, 1967[3] - Australia
6. Bakala Davies, 1990[4] - Queensland (Australia)
7. Barahna Davies, 2003[3] - Australia
8. Buyina Davies, 1998[2] — Australia
9. Calacadia Exline, 1960[2] — Cile
10. Cambridgea L. Koch, 1872[3] - Nuova Zelanda
11. Canala Gray, 1992 - Nuova Caledonia
12. Cicirra Simon, 1886 - Tasmania
13. Colcarteria Gray, 1992 - Australia
14. Corasoides Butler, 1929[3] - Australia
15. Cunnawarra Davies, 1998[2] — Australia
16. Desis Walckenaer, 1837 - Africa, Oceania, Australasia, Galapagos
17. Dunstanoides Forster & Wilton, 1989[2] — Nuova Zelanda
18. Epimecinus Simon, 1908 - Australia, Nuova Caledonia
19. Forsterina Lehtinen, 1967 - Australia, Nuova Caledonia
20. Goyenia Forster, 1970 - Nuova Zelanda
21. Helsonia Forster, 1970 - Nuova Zelanda
22. Holomamoea Forster & Wilton, 1973[2] — Nuova Zelanda
23. Huara Forster, 1964[2] — Nuova Zelanda
24. Ischalea L. Koch, 1872[3] - Madagascar, Isola Mauritius, Nuova Zelanda
25. Jalkaraburra Davies, 1998[2] — Australia
26. Keera Davies, 1998[2] — Australia
27. Lathyarcha Simon, 1908 - Australia
28. Magua Davies, 1998[2] — Australia
29. Makora Forster & Wilton, 1973[2] — Nuova Zelanda
30. Mamoea Forster & Wilton, 1973[2] — Nuova Zelanda
31. Mangareia Forster, 1970 - Nuova Zelanda
32. Maniho Marples, 1959[2] — Nuova Zelanda
33. Manjala Davies, 1990[4] - Queensland
34. Matachia Dalmas, 1917 - Nuova Zelanda
35. Mesudus Ozdikmen, 2007 - Nuova Zelanda
36. Metaltella Mello-Leitão, 1931[2] — Sudamerica
37. Namandia Lehtinen, 1967 - Tasmania
38. Nanocambridgea Forster & Wilton, 1973[3] - Nuova Zelanda
39. Neororea Forster & Wilton, 1973[2] — Nuova Zelanda
40. Notomatachia Forster, 1970 - Nuova Zelanda
41. Nuisiana Forster & Wilton, 1973 - Nuova Zelanda
42. Oparara Forster & Wilton, 1973[2] — Nuova Zelanda
43. Panoa Forster, 1970 - Nuova Zelanda
44. Paramamoea Forster & Wilton, 1973[2] — Nuova Zelanda
45. Paramatachia Dalmas, 1918 - Australia
46. Penaoola Davies, 1998[2] — Australia
47. Phryganoporus Simon, 1908 - Australia
48. Pitonga Davies, 1984 - Australia
49. Poaka Forster & Wilton, 1973[4] - Nuova Zelanda
50. Porteria Simon, 1904 - Cile
51. Quemusia Davies, 1998[4] — Australia
52. Rangitata Forster & Wilton, 1973[4] — Nuova Zelanda
53. Rapua Forster, 1970 - Nuova Zelanda
54. Reinga Forster & Wilton, 1973[4] — Nuova Zelanda
55. Rorea Forster & Wilton, 1973[4] — Nuova Zelanda
56. Syrorisa Simon, 1908 - Nuova Caledonia, Australia
57. Tanganoides Davies, 2005[4] — Australia
58. Taurongia Hogg, 1901 - Australia
59. Tuakana Forster, 1970 - Nuova Zelanda
60. Waterea Forster & Wilton, 1973[4] — Nuova Zelanda

### Generi trasferiti, omonimie, sinonimie
1. Gasparia Marples, 1956[5]
2. Gohia Dalmas, 1917[5] - Nuova Zelanda
3. Hapona Forster, 1970[5] - Nuova Zelanda
4. Hulua Forster & Wilton, 1973[5] - Nuova Zelanda
5. Laestrygones Urquhart, 1894[5] - Nuova Zelanda, Tasmania
6. Lamina Forster, 1970[5] - Nuova Zelanda
7. Manawa Forster, 1970[6].
8. Myro O. P.-Cambridge, 1876[5] - Nuova Zelanda, Tasmania
9. Neomyro Forster & Wilton, 1973[5] - Nuova Zelanda
10. Ommatauxesis Simon, 1903[5] - Tasmania
11. Otagoa Forster, 1970[5] - Nuova Zelanda
12. Paratheuma Bryant, 1940[7] - USA, Oceania, Corea, Giappone
13. Toxops Hickman, 1940[5] - Tasmania
14. Toxopsoides Forster & Wilton, 1973[5] - Nuova Zelanda